# Elsie Houston
Elsie Houston (* 22. April 1902 in Rio de Janeiro; † 20. Februar 1943 in New York City, Vereinigte Staaten) war eine brasilianische Sängerin (Sopran).

## Leben
Houstons Vater war der US-amerikanische Zahnarzt James Franklin Houston, der sich 1892 in Rio de Janeiro niederließ, ihre Mutter Arinda Galdo eine Nachfahrin portugiesischer Einwanderer von Madeira. Sie studierte in Deutschland Gesang bei Lilli Lehmann und in Argentinien und Paris bei Ninon Vallin. In Brasilien gehörte sie zu einer Gruppe progressiver Künstler um Mário de Andrade, Manuel Bandeira, Patricia Galvão (Pagu), Heitor Villa-Lobos, die Maler Flavio de Carvalho, Anita Malfatti und Tarsila do Amaral sowie Oswald de Andrade.
1927 war sie die Solistin bei den Konzerten von Villa-Lobos in Paris. Im Folgejahr heiratete sie den französischen surrealistischen Dichter Benjamin Péret, mit dem sie von 1929 bis 1931 in Brasilien lebte. 1937 zog sie nach New York, wo sie mit ihren Interpretationen insbesondere der afrokubanischen Musik als „Voodoo-Sängerin“ bekannt wurde. Sie zählte zu den Künstlern der Harlem Renaissance und förderte auch junge lateinamerikanische Komponisten, indem sie Lieder von Jayme Ovalle, Camargo Guarnieri und anderen interpretierte. 1943 nahm sie sich in ihrem Apartment in New York das Leben.